# 니오카 준
니오카 준(일본어: 新岡 潤, 1989년 10월 19일 ~ )은 일본의 모델, 배우이다. 아오모리현 아오모리시 출신이며, 버크 인 스타일 소속이다.